# محوطه اددی تپه ب
محوطه اددی تپه ب مربوط به هزاره ۵و ۴ و ۳ قبل از میلاد است و در شهرستان مراغه، بخش سراجو، دهستان سراجوی شرقی، روستای صومه سفلی واقع شده و این اثر در تاریخ ۲۵ آبان ۱۳۸۷ با شمارهٔ ثبت ۲۳۶۲۰ به‌عنوان یکی از آثار ملی ایران به ثبت رسیده است.